# غم زیبا
غم زیبا، که پیشتر قرار بود با نام عاشق مشوید منتشر شود نام آلبومی است به آهنگسازی و تنظیم مسعود شناسا  که با صدای شهرام ناظری در بهار سال ۱۳۸۲ منتشر شد. این آلبوم ۹ قطعه‌ای مجموعه‌ای است از تصنیف‌هایی که از اشعار مولوی، سعدی، حافظ و حسن غزنوی برگرفته شده‌است. آلبوم دارای بخش‌هایی آوازی نیز بوده که در نسخه نهایی منتشر نشده‌است.
«غم زیبا» به عشق و غم زیبای عشق اشاره می‌کند. مجموعهٔ «غم زیبا» شامل ۹ بخش می‌باشد که آهنگ آن حدود پنج سال پیشتر  در «آواز زند» و «آواز دشتی» ساخته شد.

## شرح اثر
هنرمندان:
- آواز: شهرام ناظری
- آهنگساز: مسعود شناسا
- کمانچه: مهدی آذرسینا
- بربط: محمد فیروزی
- کمانچه: مهدی علومی
- تنبک: نوید افقه
- تار: عماد حنیفه
- سنتور: مسعود شناسا
- هم آوازان: صدیقه دولتی، فاطمه جاویدان و مهدی آذرسینا

فهرست:
1. پیش آهنگ آواز زنگ
2. تصنیف «سرمست»، شعر از مولوی
3. چهارمضراب آواز زند
4. تصنیف «ماه‌رو»، شعر از سعدی و حافظ
5. سرگذشت، بیکلام
6. تصنیف «عاشق مشوید»، شعر از حسن غزنوی
7. شیون، بیکلام
8. تصنیف «راز نهان»، حافظ
9. آهنگ پایانی

بخشی از شعر اثر
| مَر عاشقان را پندِ کَس هرگز نباشد سودمند |  | نی آن چنان صیدیست این، کو را توانی کرد بند؟ |
| ذوق سَرِ سَرمست را هرگز نداند عاقلی      |  | حالِ دل بیهوش را هرگز نداند هوشمند           |

## منبع
- تارنمای شهرام ناظری